# Till Wöschler

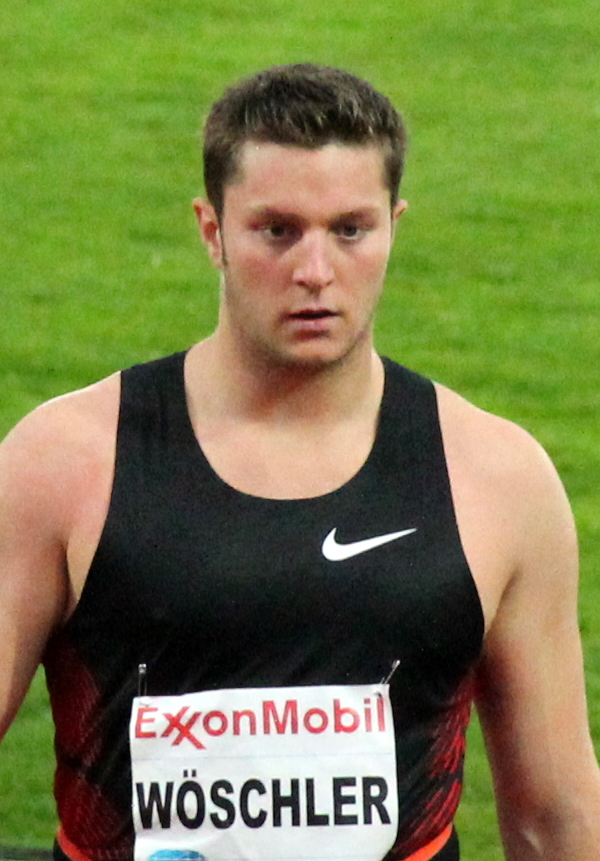
Till Wöschler bei den Bislett Games 2011

Till Wöschler (* 9. Juni 1991 in Saarbrücken) ist ein ehemaliger deutscher Speerwerfer.
Wöschler belegte bei den Junioreneuropameisterschaften 2009 in Novi Sad mit einer Weite von 73,66 m hinter seinem Landsmann Andreas Hofmann den zweiten Platz. Bei den Juniorenweltmeisterschaften 2010 in Moncton gewann er die Goldmedaille. Mit seiner Siegerweite von 82,52 m übertraf er den deutschen Jugendrekord von Matthias de Zordo um fast vier Meter. Der Weltleichtathletikverband IAAF ehrte ihn als Nachwuchsathleten des Jahres 2010.
Anfang Mai 2011 steigerte Wöschler seine Bestleistung in Pirmasens auf 83,65 m. Damit übertraf er zwar bereits die Qualifikationsnorm für die Weltmeisterschaften in Daegu, allerdings nicht bei einem vom Deutschen Leichtathletik-Verband anerkannten Normwettkampf. Im Juni wurde er erstmals zu einem Diamond-League-Wettbewerb eingeladen, belegte bei den Bislett Games in Oslo mit 78,72 m allerdings nur den achten Platz. Drei Wochen später wurde er in Bremen mit 80,52 m Deutscher Juniorenmeister. Bei den U23-Europameisterschaften im Juli siegte er mit einer weiteren Steigerung seiner Bestleistung auf 84,38 m, was gleichzeitig Meisterschaftsrekord für diesen Wettbewerb darstellte. Verletzungsbedingt musste er auf eine Teilnahme an den Weltmeisterschaften in Daegu verzichten.
Nach vielen Verletzungen beendete er im November 2016 seine Speerwurfkarriere. Seitdem spielt er Handball bei seinem Heimatverein SV 64 Zweibrücken.
Till Wöschler ist 1,96 m groß und hatte ein Wettkampfgewicht von 110 kg. Er trainierte beim LAZ Zweibrücken unter Matthias Brockelt.